# Willie Colón & Héctor Lavoe
Willie Colón & Héctor Lavoe fue un dúo musical de salsa formado en Nueva York, Estados Unidos, con orígenes puertorriqueños en el año 1966 por Willie Colón (trombón, coros) y Héctor Lavoe (voz, maracas). Ellos fueron uno de los primeros en presentar el sonido de la música latina y salsa neoyorquina al mundo. 
Este dúo está considerado como uno de los más importantes en la salsa debido a que ayudaron a establecer la popularidad de dicho género musical en las décadas de 1960 y 1970. Colón se caracterizó por hacer música de estilo rebelde, agresivo, intentando mostrar un sonido diferente al habitual, mientras que Lavoe se encargó de darle esos fraseos extensos y rápidos con naturalidad llenos de originalidad y malicia.
Entre sus éxitos musicales destacan «Todo tiene su final», El día de mi suerte», «La murga», «Che Che Colé», «Te conozco bacalao», «Juana Peña», el bolero «Ausencia», «Juanito Alimaña» y otros más que los hicieron populares en toda América Latina, Europa, países del Caribe y Estados Unidos.

## Historia

### Orígenes del dúo
Ellos se conocen para el año 1965 cuando Willie tenía su orquesta propia y Héctor era vocalista de otra: The New Yorkers. Para ese tiempo la orquesta de Willie Colón, se encontraba en medio de las grabaciones del LP El Malo para la disquera de Al Santiago, la Alegre Records y Futura Records, pero esta compañía quiebra y los temas grabados son confiscados, aunque luego son obtenidos por el ingeniero de sonido Irv Greenbaum quien se encargó de llevarlos a Jerry Masucci. 
Mientras sucedía esto, Héctor Lavoe cantaba para la orquesta del pianista Russell Cohen, The New Yorkers e incluso un año antes, en 1965 el ya había grabado su primer sencillo de 45 RPM: Está de bala. En una de esas presentaciones que daba la orquesta de Russell Cohen, se encontraba Johnny Pacheco quien se dio cuenta de la voz de Héctor y decidió anotar su nombre para poder conversar en un futuro. 
En el año 1966, Willie Colón conoce a Johnny Pacheco luego de que le ofrecieron grabar por Fania Records y lo primero que se le pidió a Colón fue un cambio de cantante. En esos días, en una de esas presentaciones que daba la orquesta de Willie en los locales latinos de New York, se encontraba tocando The New Yorkers, la orquesta donde cantaba Héctor. Pacheco y Colón fueron a ofrecerle a Lavoe que terminara de grabar ese disco, recibiendo una respuesta negativa en un primer momento aunque luego aceptaría concluir el LP. 
Muchos años después Willie Colon comentó en una entrevista cómo fue que conoció a Héctor Lavoe.

“Cuando me ofrecieron grabar para el sello Fania, no lo creí. Cuando conocí a Johnny Pacheco, lo primero que me dijo fue: hay que buscarte un cantante... Yo en ese momento tocaba en el Club de la Legión Americana, en la 162 y Prospect Avenue, y en el piso de arriba, el Ponce Social Club, tocaba otra orquesta: The New Yorkers. Ellos tenían un cantante jovencito, jincho, feo y flaco. Se llamaba Héctor Juan Pérez Martínez. Fui con Pacheco a ofrecerle que grabara con nosotros ese primer disco. Para mí era duro, porque mi cantante llevaba años conmigo. Lo peor fue que Héctor me contestó bien guapetón: Yo no quiero grabar contigo, man... Ustedes están bien, bien flojos. ¿Por qué se negó? Con el tiempo me dijo, despechado, que fue porque en aquel momento no le había ofrecido entrar en la orquesta, sólo grabar. Héctor y yo entendimos que nuestro junte fue algo necesario y natural. .
Willie Colón cuenta como conoció a Héctor Lavoe

### 1966-1973: Primeros álbumes y años de gloria
El Malo y The Hustler
El LP El Malo se lanzó al mercado en 1966, aquí Héctor Lavoe aparece como vocalista líder y canta los temas «Borinquen», «El Malo», «Chonqui» y «Quimbombo». Yayo El Indio y Elliot Romero, también participaron como cantantes en este álbum y fue porque ya se habían grabado algunos temas antes de que Willie Colón firmara por Fania Records. Al año siguiente (1967) saldría The Hustler, para ese entonces Héctor se había convertido en el enlace de la orquesta de Colón con el público caribeño y entre ambos lograron decantarse definitivamente hacia la música latina afroantillana, en este LP destacaron los temas «Que Lio», «Se Acaba Este Mundo» y «Eso Se Baila Asi».
Guisando: Doing a Job
En 1968 se vende el LP Guisando (Doing A Job), para esa época Willie Colón proyectaba la imagen del malo de barrio (sin incitar a la violencia) en sus presentaciones sumado a la rapidez y originalidad de los fraseos de Héctor Lavoe. Este sería el primer disco del binomio en donde los ritmos se acercan a la guaracha, el son, la guajira y el guaguancó con fusiones atrevidas e ingeniosas proponiendo un estilo agresivo e irreverente de hacer música. Destacan los temas «Guisando», «No me Den Candela», «El Titán» y «Te Están Buscando». Ya para ese tiempo el dúo Colón - Lavoe se había convertido en uno de los más exitosos y pedidos por el público latino.
Cosa Nuestra
A finales de la década del 60', exactamente en 1969, el sello Fania lanza el LP Cosa Nuestra (Our Thing), álbum en el que se nota la consolidación de la dupla salsera como una de las mejores bandas de la escena latina de New York, el disco al igual que los anteriores cosecharía éxito en el público latino y gran parte del mundo, también está considerado por muchos como uno de los mejores trabajos en el mundo de la salsa ya que casi todos los temas incluidos fueron éxitos inmediatos, canciones como Che Che Colé, Juana Peña y el bolero Ausencia son solo algunos de los temas presentes en este álbum. Su música comenzaba a pasar fronteras y sonaba con fuerza en países como Panamá, Perú, Venezuela, Colombia, algunos países del Caribe, Europa y América Latina.
La Gran Fuga y Asalto Navideño
En octubre de 1970, entra al mercado el LP The Big Break - La Gran Fuga, álbum que tuvo los sencillos Ghana' E, Sigue Feliz, Barrunto y Panameña, siendo esta última un pequeño homenaje de parte de la dupla salsero hacia Panamá, país que siempre los recibía con mucha algarabía. La portada de este álbum contó con un Willie Colón siendo buscado por el FBI y en la contraportada aparece Lavoe junto a los muchachos de la orquesta con uniformes de preso escapando de la Penitenciaría Estatal de Río Piedras, conocida como Oso Blanco (la prisión más importante en los años 70 ubicada en San Juan, Puerto Rico), la carátula de este disco es una de las más icónicas en el mundo de la salsa, también fue muy controversial en su época.
Asalto Navideño fue grabado en Nueva York la primera semana de diciembre de 1970 con el objetivo de ser lanzado y promovido durante esa Navidad. La fusión musical que logró Willie al experimentar con los sonidos típicos de Puerto Rico, en especial con el aguinaldo, la bomba y la plena, junto al cuatro de Yomo Toro y la interpretación de Lavoe, hizo que el álbum se convirtiera sin lugar a dudas, en el mejor disco navideño grabado por orquesta alguna de música latina-caribeña hasta la fecha. La canción que más éxito logró fue La Murga, compuesto por Willie y Héctor, este tema no se caracterizó por ser navideño y menos puertorriqueño, fue más un homenaje a la música que se solía tocar en los Carnavales de las provincias centrales de Panamá, que tuvo origen a inicios de los años 1950s en el Carnaval de las Tablas, capital de la provincia de los Santos en Panamá. Otras canciones destacadas fueron Traigo La Salsa y  Canto A Borinquen, tema dedicado al país natal de Lavoe, Puerto Rico. Desde el momento que salió a la venta, este se convirtió en uno de los álbumes más importantes de la dupla.
En 1971, la dupla no lanzó algún LP, simplemente se encargaron de dar presentaciones en diversos países del mundo dado al éxito de los álbumes lanzados el año anterior (Asalto Navideño y La Gran Fuga).
El Juicio y Lo Mato
1972 es el año en que se publica el LP El Juicio, en donde Willie, Héctor y los chicos de la banda demuestran el buen momento que estaban pasando, las canciones Aguanile, Timbalero, Piraña, Ah-Ah/O-No fueron preferidas por el público latino haciendo que la fama de esta dupla siga en aumento. Este disco arreglado por Willie Colón demostró la creatividad y capacidad para fusionar distintas influencias musicales como la samba, plena, bomba, bolero y rumba en un solo disco.
Para 1973 sale el disco Lo mato, el tema principal fue Calle Luna, calle Sol en el cual Colón saca a relucir la violencia del Barrio Latino de Nueva York y lo ubica entre esas dos calles del Viejo San Juan (Puerto Rico); la calle Luna y la calle Sol. La canción provocó reacciones de protesta entre la gente conservadora del país alegando que la violencia y los robos dados en los barrios neoyorquinos no estaba presente en Puerto Rico y que lo planteado en la letra del número afectaba la imagen del país en el exterior. El Día de mi Suerte, Todo Tiene Su Final y Junio 73 son solo algunos de los temas presentes en este disco.

### 1973-1974: Últimos álbumes y separación
Asalto Navideño, Vol. 2
En 1973 se lanzó Asalto Navideño, Vol. 2, álbum que si bien no tuvo la misma acogida del primer volumen pudo vender muchos ejemplares, acá volvió a participar Yomo Toro en el cuatro. Algunos de los temas que aparecen en el LP, son La Banda, Pescao (Potpurrí Sambao), Arbolito, Pa´ los Pueblos. Este segundo volumen de Asalto Navideño cierra la etapa en la que la banda grababan temas sin perder la referencia del drama marginal del barrio y sin caer en lo melodramático.
The Good, the Bad and the Ugly
En 1974, justo en la época en que la Fania All Stars daba su presentación en África, Willie se encontraba en Nueva York grabando The Good, The Bad, And The Ugly, él no pudo participar de dicho concierto debido a que no se vacunó. Este es el disco en donde Willie Colón se presenta como cantante solista y comienza a experimentar un sonido diferente al tradicional sonido de trombones, en el LP participa Rubén Blades que por ese entonces era cantante en la orquesta de Ray Barretto, Lavoe que canta dos temas de raíces boricuas: «Potpurrí III» y «Qué Bien te Ves», en este último hace una pequeña imitación de Chuito el de Bayamón.
La segunda mitad del disco sería originalmente parte de un tercer Asalto Navideño que nunca se llegó a grabar. El instrumental «Doña Toña», «Guaracha» junto a las canciones cantadas por Lavoe marcarían el cierre formal del binomio Colón - Lavoe, convirtiéndose en el último álbum de estudio que grabaron como dúo en los años 70s y que posteriormente fue lanzado en 1975.
Héctor menciona en una entrevista, las consecuencias que trajo la separación del dúo "Colón - Lavoe":

Creo que él estaba tratando de encontrar una forma de decírmelo. Espere por Willie más de dos meses antes de grabar "La Voz", mi primer álbum en solitario. Willie no tocó en mis grabaciones después de eso, pero el continuó conmigo como productor. Después del éxito del álbum "La Voz", Willie me dijo que yo estaba listo para liderar mi propia orquesta, así es que seguí adelante y lo hice. Al principio, yo estaba dolido, pero, pronto, me di cuenta de que la separación tenía su propósito; ¡era una prueba! Tenía que probar que podría seguir solo. En caso de que, un día, uno de nosotros no estuviese. Gracias a Dios, ambos salimos bien. En realidad, la separación me ayudó a ganar confianza en mí mismo.
Héctor Lavoe habla para la revista Latin NY en 1980

Problemas y separación
Para 1974 Willie Colón quiso hacer una pausa y comenzar su carrera como solista y productor de otros cantantes, luego de haber culminado estudios en composición y arreglos. A la vez, quería desprenderse del sonero que comenzó a depender excesivamente de él y cuyos problemas con las drogas estaban volviéndose más fuertes, lo que traía como consecuencia incumplimientos durante giras y conciertos. En un principio Lavoe se sintió traicionado y no comprendió las razones, ya que se encontraban en lo más alto de sus carreras. Lavoe dependía mucho de Colón y la retirada de su amigo le causó inseguridades y una ligera sensación de abandono aunque luego de unos años se dio cuenta de que la separación fue lo mejor ya que iniciaría carrera como solista logrando más popularidad que la que había obtenido con Colón. Ellos siguieron tocando en presentaciones hasta 1975 para poder terminar los contratos que tenían como dupla.
Último show: conciertos con las estrellas de Fania
Ambos se comenzaron a presentar junto a la Fania All Stars desde fines de los años 1960, uno de los conciertos más significativos que la dupla pudo dar fue en noviembre del 1973, en el Coliseo Roberto Clemente (San Juan, Puerto Rico). El concierto fue publicado el 2009 bajo el nombre, San Juan 73'. Luego de la separación del dúo; Willie Colón y Héctor Lavoe seguirían presentándose con la Fania pero por separado hasta 1986, año en el que fueron llamados para el 20° aniversario de las estrellas de Fania. Luego de eso seguirían con las presentaciones por separado.

### Años después de la separación
Luego de la separación, Héctor Lavoe (quien siguió contando con la colaboración de Willie Colón en la producción de varios de sus discos como solista), iniciaría su carrera en solitario con el álbum La Voz, teniendo mucho éxito e incluso recibiendo un disco de oro. Willie Colón por su parte, se uniría con Rubén Blades y comenzaría una etapa nueva como cantante. Ambos harían presentaciones especiales unas cuantas veces al año aunque más se centraban en tocar las canciones de Lavoe y unas cuantas canciones de ellos como dupla.
Segunda etapa en Vigilante
Para 1982, la carrera de Lavoe venía pasando un mal momento debido al problema que tenía con las drogas, ante esto los directivos del sello Fania deciden juntarlo con su compadre y amigo Willie Colón con el fin de relanzar su carrera musical. El proyecto era grabar las canciones de la película Vigilante, que tenía a Colón como uno de los protagonistas. Al año siguiente saldría el álbum Vigilante con los temas Juanito Alimaña y Triste y Vacía ambos cantados por Lavoe, el tema Vigilante cantado por Colón y Pasé la Noche Fumando en la que ambos cantan juntos. La película no vio grandes ventas a diferencia del álbum que logró el objetivo de poner de vuelta a Héctor Lavoe en las emisoras radiales.
Última etapa: Juntos
En marzo de 1986, Willie Colón & Héctor Lavoe deciden juntarse para dar conciertos en Panamá, luego de finalizada todas las presentaciones, el dúo salsero se da cuenta de la acogida recibida y deciden volver a los estudios de grabación para dos discos que le significarían presentaciones para los años 1990. La orquesta se encargó de grabar 16 temas, de los cuales 8 fueron seleccionados por Héctor, Willie y el presidente de la Fania, Jerry Masucci para la producción Strikes Back, álbum que saldría para 1987 e incluso recibiría una nominación a los premios Grammy de 1988 en la categoría Mejor Álbum Latino Tropical Tradicional. De los temas restantes, Lavoe solo alcanzó a grabar Las Flores del Campo y las estrofas de algunos cuantos temas, esto debido a los problemas personales que tuvo. Una de las canciones que no llegó a grabar fue Juntos, tema en el que participa Willie Colón con su clásico trombón. El disco con las canciones restantes salió a la venta un mes después de la muerte de Lavoe, los temas los terminó de cantar Van Lester.
Regresando a 1986, exactamente el día sábado, 30 de agosto, el dúo Colón - Lavoe se juntó para tocar en el 20° Aniversario de la Fania All Stars, en un concierto realizado en el Coliseo Roberto Clemente ubicado en San Juan, Puerto Rico (la última vez que tocaron junto a las estrellas de Fania fue en el mismo escenario y en el año 1973), interpretaron el tema Mi Gente y terminaron con una corta versión de La Murga, en este concierto también participaron Yomo Toro, Johnny Pacheco, Pete "El Conde" Rodríguez, Celia Cruz y más artistas del sello Fania.

## Discografía
Todos los álbumes que están acá son de Willie Colón & Héctor Lavoe como dupla musical y no como solistas a excepción de Latin Connection y Bamboleo, que fueron los únicos álbumes en donde participan por separado y no como estaban acostumbrados (Héctor Lavoe cantando y Willie Colón con el trombón). Por eso no aparecen los discos Viva Colombia o Live in Africa en donde Willie Colón y Héctor Lavoe cantan por separado.

### Álbumes de estudio
- 1966: El Malo
- 1967: The Hustler
- 1968: Guisando
- 1969: Cosa Nuestra
- 1970: La gran fuga
- 1971: Asalto Navideño Vol. 1
- 1972: El Juicio
- 1973: Lo Mato
- 1973: Asalto Navideño, Vol. 2
- 1975: The Good, The Bad, And The Ugly
- 1983: Vigilante

### Con la Fania All Stars
- 1968: Live at the Red Garter, Vol. 1
- 1969: Live at the Red Garter, Vol. 2
- 1972: Live at the Cheetah, Vol. 1
- 1973: Live at the Cheetah, Vol. 2
- 1974: Latin-Soul-Rock
- 1975: Live at Yankee Stadium, Vol. 1
- 1976: Live at Yankee Stadium, Vol. 2
- 1976: Tribute to Tito Rodriguez
- 1981: Latin Connection
- 1988: Bamboleo
- 2009: San Juan 73'

### Álbumes recopilatorios
- 1972: Crime Pays
- 1978: Déjà Vu
- 2007: Asalto Navideño Deluxe Edition
- 2007: Temas Clásicos de la Colección Fania
- 2009: El Juicio Fania Masterworks
- 2011: Selecciones Fania (Willie Colón y Héctor Lavoe)

### Sencillos
| Año  | Sencillo                                                                                       | Álbum                           |
| 1966 | - Borinquen - El Malo                                                                          | El Malo                         |
| 1967 | - Que lío - Se acaba este mundo - Eso se baila así                                             | The Hustler                     |
| 1968 | - No me den candela - El titán - Te están buscando                                             | Guisando (Doing a Job)          |
| 1969 | - Che Che Colé - Ausencia - Te conozco - Juana Peña - Sonero mayor - Tu no puedes conmigo      | 'Cosa Nuestra                   |
| 1970 | - Ghana' E - Sigue feliz - Barrunto - Panameña                                                 | 'The Big Break - La Gran Fuga   |
| 1970 | - Aires de navidad - Canto a Borinquen - La Murga - Traigo La Salsa - Esta navidad             | Asalto Navideño                 |
| 1972 | - Ah-Ah/O-No - Piraña - Seguiré sin ti - Soñando despierto - Aguanile - Si la ves - Pan y agua | El Juicio                       |
| 1973 | - Todo tiene su final - Calle luna, Calle sol - El día de mi suerte                            | Lo Mato "Si No Compra Este LP"  |
| 1973 | - La Banda - Pescao (Potpurri Sambao)                                                          | 'Asalto Navideno, Vol. 2        |
| 1975 | - Que bien te ves - Toma                                                                       | The Good, The Bad, And The Ugly |
| 1983 | - Juanito Alimaña - Triste y vacía                                                             | Vigilante                       |